# Guatlla pintada pit-roja
La guatlla pintada pit-roja (Turnix pyrrhothorax és un ocell de la família dels turnícids (Turnicidae) que habita sabanes i garrigues d'Austràlia, des de l'est d'Austràlia Occidental, Territori del Nord, Queensland, Nova Gal·les del Sud, Victòria i sud-est d'Austràlia Meridional.